# Phoutlamphay Thiamphasone
Phoutlamphay Thiamphasone (* 9. September 1979) ist ein laotischer Bogenschütze.

## Karriere
Der 180 Zentimeter große Rechtshänder konnte sich für die Olympischen Sommerspiele 2004 qualifizieren und belegte in der Platzierungsrunde des Einzelwettbewerbs den 63. und vorletzten Platz vor dem für Mauritius startenden Yehya Bundhun. In der ersten Runde schied der Laote schließlich gegen den Schweden Magnus Petersson aus und belegte in der Endabrechnung den 64. und letzten Platz. Beim Asian Grand Prix im Februar 2005 kam Thiamphasone auf den 47. Rang und im Februar 2009 auf den 53. Rang.